# 2026年國際足協世界盃外圍賽
2026年國際足協世界盃外圍賽是一項國家隊足球外圍賽賽事，以決定出哪些球隊能夠參與由加拿大、墨西哥和美國聯合舉辦的2026年國際足協世界盃。
外圍賽賽事在2023年9月7日展開，當天有三場南美洲區賽事上演。賽事首個入球由哥倫比亞球員拉斐爾·桑托斯·博列攻入。

## 晉級球隊
| 球隊   | 晉級途徑             | 晉級日期      | 決賽周 次數 | 上一次 參賽 | 連續 參賽 | 過往最佳成績                                |
| ------ | -------------------- | ------------- | ----------- | ----------- | --------- | ------------------------------------------- |
| 加拿大 | 主辦國               | 2022年8月31日 | 3rd         | 2022        | 2         | 分組賽 (1986, 2022)                         |
| 墨西哥 | 主辦國               | 2022年8月31日 | 18th        | 2022        | 9         | 半準決賽 (1970, 1986)                       |
| 美国   | 主辦國               | 2022年8月31日 | 12th        | 2022        | 2         | 季軍 (1930)                                 |
| 日本   | 亞洲區第三圈 C組首名 | 2025年3月20日 | 8th         | 2022        | 8         | 十六強 (2002, 2010, 2018, 2022)             |
| 新西兰 | 大洋洲區 勝方        | 2025年3月24日 | 3rd         | 2010        | 1         | 分組賽 (1982, 2010)                         |
| 伊朗   | 亞洲區第三圈 A組首名 | 2025年3月25日 | 7th         | 2022        | 4         | 分組賽 (1978, 1998, 2006, 2014, 2018, 2022) |
| 阿根廷 | 南美洲區 首名        | 2025年3月25日 | 19th        | 2022        | 14        | 冠軍 (1978, 1986, 2022)                     |
|        | 亞洲區第三圈 A組次名 | 2025年6月5日  | 1st         | —           | 1         | —                                           |
|        | 亞洲區第三圈 B組首名 | 2025年6月5日  | 12th        | 2022        | 11        | 殿軍 (2002)                                 |
| 约旦   | 亞洲區第三圈 B組次名 | 2025年6月5日  | 1st         | —           | 1         | —                                           |
|        | 亞洲區第三圈 C組次名 | 2025年6月10日 | 7th         | 2022        | 6         | 十六強 (2006, 2022)                         |
| 巴西   | 南美洲區 前六位      | 2025年6月10日 | 23rd        | 2022        | 23        | 冠軍 (1958, 1962, 1970, 1994, 2002)         |
|        | 南美洲區 前六位      | 2025年6月10日 | 5th         | 2022        | 2         | 十六強 (2006)                               |

備註：
1. ↑  包括2026年國際足協世界盃
2. 1 2 3  雖然申辦結果在2018年6月13日公佈，但主辦國自動晉級的資格要待國際足協主席在2022年8月31日才確認。[2]

## 外圍賽過程
2017年5月9日，國際足協委員會通過全新48隊新賽制的席位分配。

### 外圍賽摘要
|                    |                 |                   |                  |               |                   |             |                |               |                |
| 洲份               | 直接出線 席位數 | 跨洲附加賽 席位數 | 參賽隊數         | 已被淘汰 隊數 | 仍有機會 晉級隊數 | 已晉級 隊數 | 外圍賽展開日期 | 下場比賽日期  | 外圍賽結束日期 |
| 亞洲               | 8               | 1                 | 46               | 34            | 6                 | 6           | 2023年10月12日 | 2025年10月8日 | 2025年11月18日 |
| 非洲               | 9               | 1                 | 53               | 4             | 49                | 0           | 2023年11月15日 | 2025年9月     | 2025年11月18日 |
| 中北美洲及加勒比海 | 3+3 （主辦國）  | 2                 | 32+3 （主辦國）  | 20            | 12                | 0+3         | 2024年3月22日  | 2025年9月     | 2025年11月18日 |
| 南美洲             | 6               | 1                 | 10               | 1             | 6                 | 3           | 2023年9月7日   | 2025年9月     | 2025年9月9日   |
| 大洋洲             | 1               | 1                 | 11               | 9             | 1                 | 1           | 2024年9月6日   | 不適用        | 2025年3月24日  |
| 歐洲               | 16              | 0                 | 54               | 0             | 54                | 0           | 2025年3月21日  | 2025年9月4日  | 2026年3月31日  |
| 附加賽             | 2               | 不適用            | (6)              | 0             | (6)               | 0           | 2026年3月      | 2026年3月     | 2026年3月      |
| 總計               | 45+3            | 6                 | 206+3 （主辦國） | 68            | 128               | 10+3        | 2023年9月7日   | 2025年9月4日  | 2026年3月31日  |

## 各大洲外圍賽

### 亞洲
2022年8月1日，亞洲足球聯合會行政委員會通過2026年世界盃與及2027年亞足聯亞洲盃外圍賽的賽制。
亞洲區外圍賽賽制如下：
- 第一圈[註 1] ：20 隊（區内排名第27–46位）會以主客兩回合制形式進行。10支勝方球隊可晉級第二圈。
- 第二圈[註 2] ：36 隊（區内排名第1–26位與10支第一圈勝方球隊）會被分成9個小組，每組有4隊。每隊會以主客雙循環制進行比賽。9個小組的首名和次名球隊可晉級第三圈。
- 第三圈[註 3] ：18隊從第二圈晉級的球隊會被分成3個小組，每組有6隊。每隊會以主客雙循環制進行比賽。3個小組的首名和次名球隊可直接晉身世界盃，而小組第3位和第4位球隊會參加第四圈。
- 第四圈[註 4] ：6隊在第三圈未能直接晉身世界盃的球隊會被分成2個小組，每組有3隊。每支球隊會於中立場地與同組其他球隊對賽一次，每組的首名球隊可晉身國際足協世界盃，次名跌入下輪附加賽。
- 第五圈[註 4]：第四圈的2支小組次名球隊會進行附加賽，以決定代表亞洲參與跨洲附加賽的球隊。

### 非洲區
非洲區外圍賽的分組抽簽于2023年7月13日在象牙海岸舉行。非洲足球協會下轄的54個成員國隊伍皆符合本届參賽資格，惟厄立特里亞在比賽開始前宣佈退賽。
非洲區外圍賽賽制如下：
- 第一圈：所有隊伍被劃分成9個小組，每組有6隊。每隊會以主客雙循環制進行比賽，9個小組的首名將直接晉級世界杯，而其中4隊成績最好的小組次名球隊會晉級第二圈。
- 第二圈：4支小組次名球隊會進行附加賽，以決定代表非洲參與跨洲附加賽的球隊。

### 中北美洲及加勒比海區
三個中北美洲及加勒比海區國家（美國，加拿大與墨西哥）已經憑主辦國身份自動晉級，餘下的席位仍有待確定。
中北美洲及加勒比海區外圍賽賽制如下：
- 第一圈：4隊（區内排名第29–32位）會以主客兩回合制形式進行。2支勝方球隊可晉級第二圈。
- 第二圈：30隊（區内排名第1–28位與及2支第一圈勝方球隊）會被分成6個小組，每組有5隊。每隊會以主客雙循環制進行比賽。6個小組的首名和次名球隊可晉級第三圈。
- 第三圈：12隊從第二圈晉級的球隊會被分成3個小組，每組有4隊。每隊會以主客雙循環制進行比賽。3個小組的首名將直接晉級世界杯，而其中2隊成績最好的小組次名球隊會代表中北美洲及加勒比海區參與跨洲附加賽。

### 南美洲區
2022年8月22日，南美洲足協向國際足協提出沿用自1998年的外圍賽模式，協會下轄的10個成員國隊伍將以主客雙循環制進行比賽；最後積分排行前6名的球隊直接晉級世界杯，而第7名將代表南美洲參與跨洲附加賽。首場外圍賽賽事定於2023年9月舉行。
在外圍賽展開前，厄瓜多爾會被扣除3分及罰款100,000 瑞士法郎，原因是該隊於上屆世界盃外圍賽中篡改球員比朗卡斯迪路的出生文件。

### 大洋洲區
本屆賽事是大洋洲區首次確保有一個直接晉級世界盃席位。而負於大洋洲冠軍的球隊，亦可獲得跨洲附加賽的資格。
大洋洲區外圍賽賽制如下：
- 第一圈：4隊在區内排名最低的球隊會於中立場地對賽一次，積分最高的球隊可晉級第二圈。
- 第二圈：8隊（排名第1–7位與及第一圈勝方球隊）會被分成2個小組，每組有4隊。每隊會以主客雙循環制進行比賽。每組的首名和次名球隊可晉級第三圈。
- 第三圈：4隊從第二圈晉級的球隊會於中立場地對賽一次，積分最高的球隊將直接晉級世界杯，而次名球隊會代表大洋洲區參與跨洲附加賽。

### 歐洲區
全新的歐洲區外圍賽賽制暫定於2023年1月25日揭曉，賽事可能會以較少隊數組成各小組，以便騰出更多賽期予歐洲國家聯賽賽事
 。鑑於俄羅斯入侵烏克蘭，俄羅斯的參賽資格尚未能確定。
歐洲區外圍賽賽制如下：
- 第一圈：所有隊伍會被分成12個小組，每組有4-5隊。每隊會以主客雙循環制進行比賽。12個小組的首名將直接晉級世界杯，而次名球隊可晉級第二圈。
- 第二圈：16隊（12隊從第二圈晉級的球隊與4隊歐洲國家聯賽小組賽勝出隊伍）會被分成4個小組各自進行淘汰賽，在淘汰賽勝出的4支球隊將晉級世界杯。

### 跨洲附加賽
跨洲附加賽會由6隊角逐最後2個國際足協世界盃的席位 。除了歐洲區外，每一個大洲會有一個席位，另外一個席位則由主辦國所屬大洲（中北美洲及加勒比海區）獲得。
其中2隊會按世界排名而被列為種子隊，這2支種子隊會各自對陣由4支非種子隊對賽中的勝方，以角逐2個國際足協世界盃席位。

## 備註
1. ↑  於亞足聯官方網站中，這圈賽事被命為聯合外圍賽第一圈（Preliminary Joint Qualification Round 1）
2. ↑  於亞足聯官方網站中，這圈賽事被命為聯合外圍賽第二圈（Preliminary Joint Qualification Round 2）
3. ↑  於亞足聯官方網站中，這圈賽事被命為亞足聯亞洲區外圍賽（AFC Asian Qualifiers'）
4. 1 2  於亞足聯官方網站中，這圈賽事被命為亞洲區附加賽（Asian Playoff）